# Ivo Linna

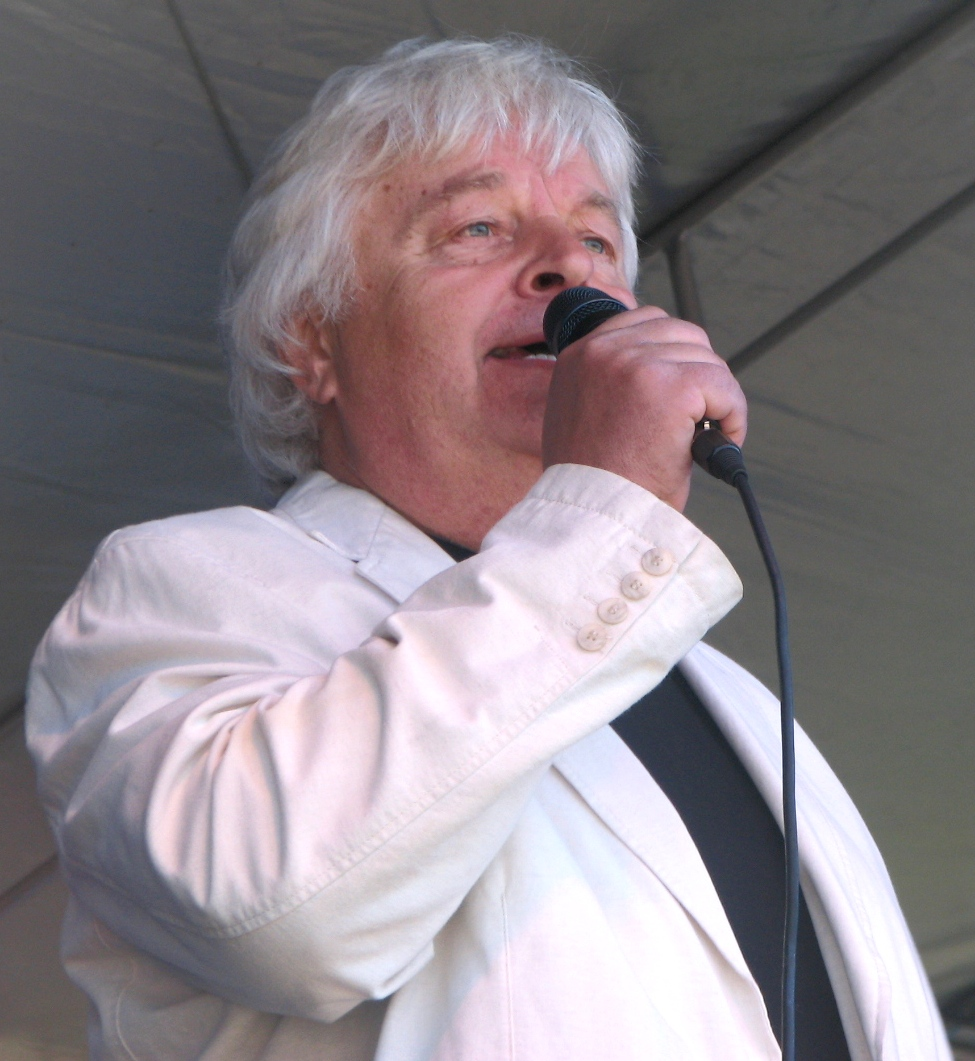
Ivo Linna (2011)

Ivo Linna (* 12. Juni 1949 in Kuressaare) ist ein estnischer Sänger.

## Leben
Ivo Linna studierte nach dem Abitur in Kuressaare, der Hauptstadt der estnischen Insel Saaremaa, von 1967 bis 1969 estnische Philologie an der Universität Tartu. Danach war er als einer der beliebtesten estnischsprachigen Rock- und Popsänger aktiv.
An der Singenden Revolution der Esten gegen die sowjetische Besetzung des Landes nahm Ivo Linna aktiv teil. Im September 1988 sang er vor 300.000 Menschen die Fünf Patriotischen Lieder ("viis ärkamisaegset laulu") von Alo Mattiisen, darunter "Este bin ich, Este bleib ich".
Beim Eurovision Song Contest 1996 in Oslo belegte Ivo Linna gemeinsam mit der damals erst 15-jährigen estnischen Sängerin Maarja-Liis Ilus mit dem Lied Kaelakee hääl den fünften Platz. Beim Eurolaul 2002 stand er mit Yvetta Kadakas und der Startnummer zwei auf der Bühne. Mit seinem Titel Computer Love erreichte er den zehnten Platz. Auch beim Eesti Laul 2017 nahm er mit seinem Lied Suur Loterii teil. 2021 folgte eine erneute Teilnahme am Eesti Laul mit dem Lied Ma olen siin, wo er den elften Platz erreichte.

## Diskografie
- 1993: Ivo Linna ’93
- 2001: Ivo Linna
- 2001: Enne ja pärast päeva
- 2002: Computer Love
- 2006: Üksi, iseendas üksi…
- 2013: Päike Sõbra Aknas